# Sydney Lake
Der Sydney Lake ist ein See im Kenora District im Westen der kanadischen Provinz Ontario.

## Lage
Er liegt im Bereich des Kanadischen Schilds südöstlich des Woodland Caribou Provincial Parks. Der 58,3 km² große See liegt auf einer Höhe von 350 m. Der Sydney Lake wird im Süden vom Sturgeon River zum English River hin entwässert. Die maximale Wassertiefe beträgt 73 m, die mittlere Tiefe liegt bei 20 m. 

## Vorkommen von Fischarten
Der Sydney Lake wird von Angeltouristen besucht, die den See per Wasserflugzeug erreichen.
Im See kommen folgende Fischarten vor: Amerikanischer Seesaibling (Salvelinus namaycush), Hecht, Glasaugenbarsch, Heringsmaräne, Coregonus artedi, Quappe, die beiden Saugkarpfen-Arten Catostomus commersonii und Moxostoma macrolepidotum, Notropis heterolepis ("blacknose shiner"), Notropis hudsonius ("spottail shiner"), der Stumpfnasen-Zwergdöbel (Pimephales notatus), Pimephales promelas ("fathead minnow"), Neunstachliger Stichling, die Barschlachs-Art Percopsis omiscomaycus und die Springbarsch-Art Etheostoma exile.

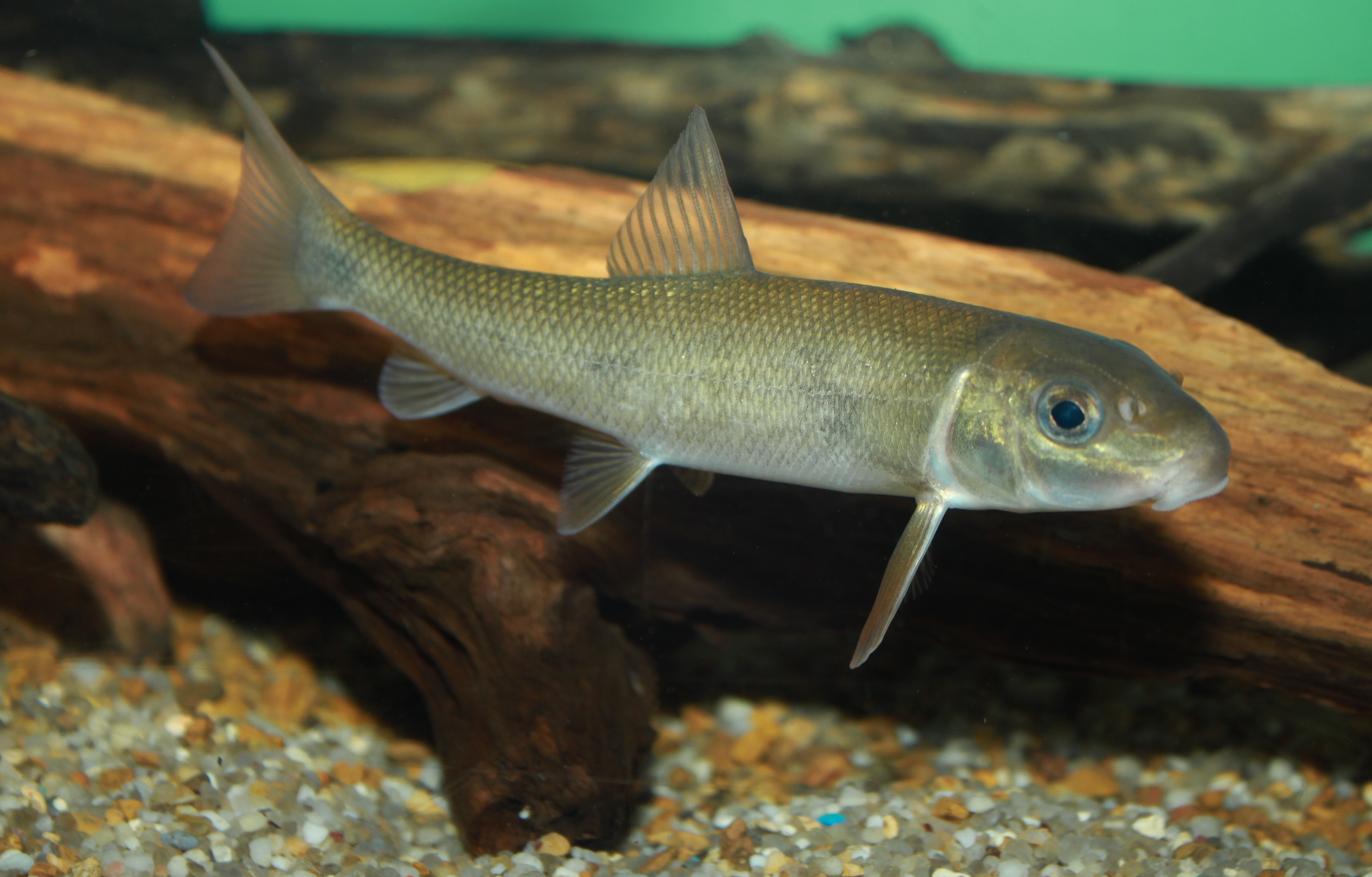
Catostomus commersonii
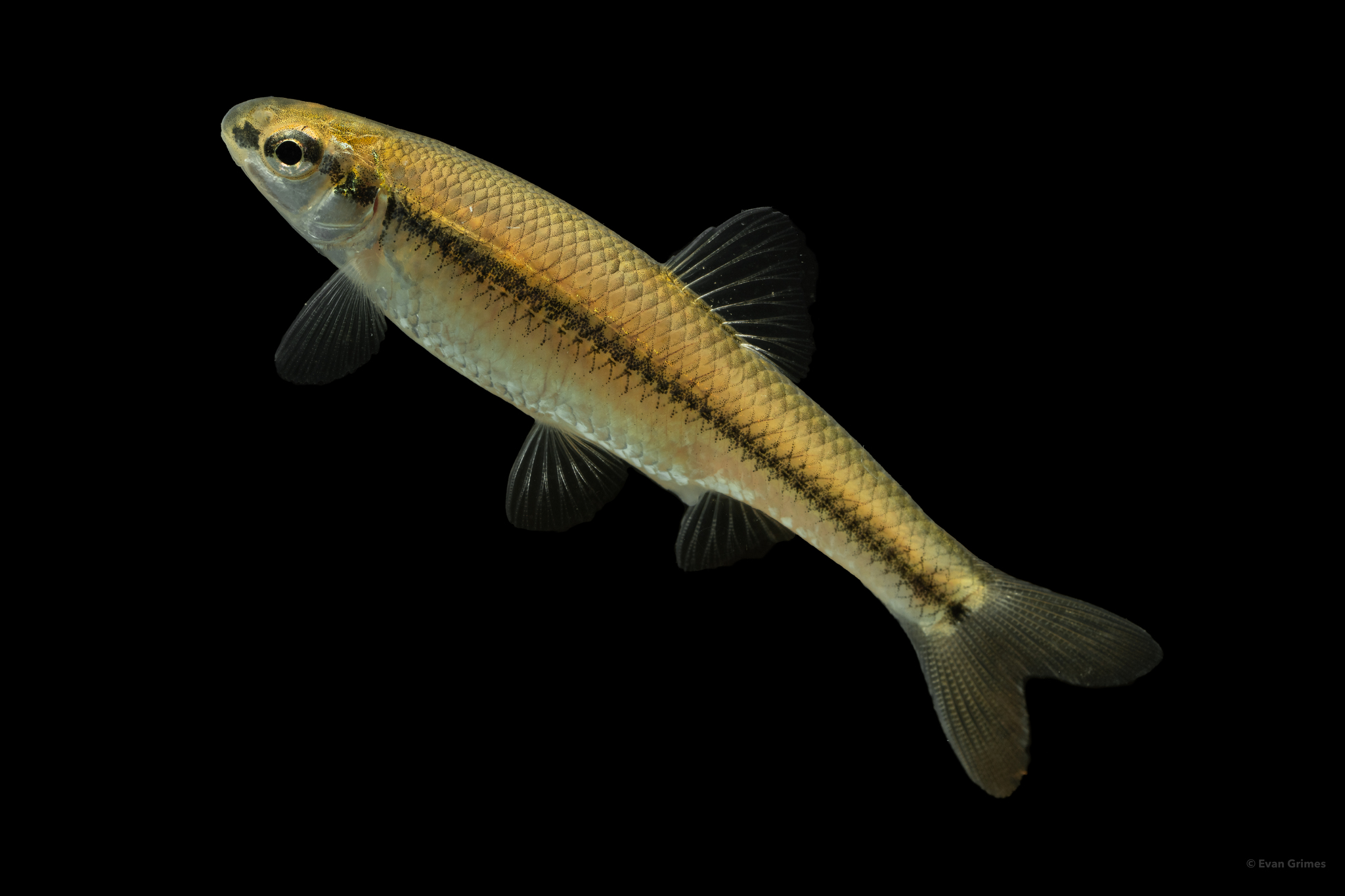
Stumpfnasen-Zwergdöbel (Pimephales notatus)
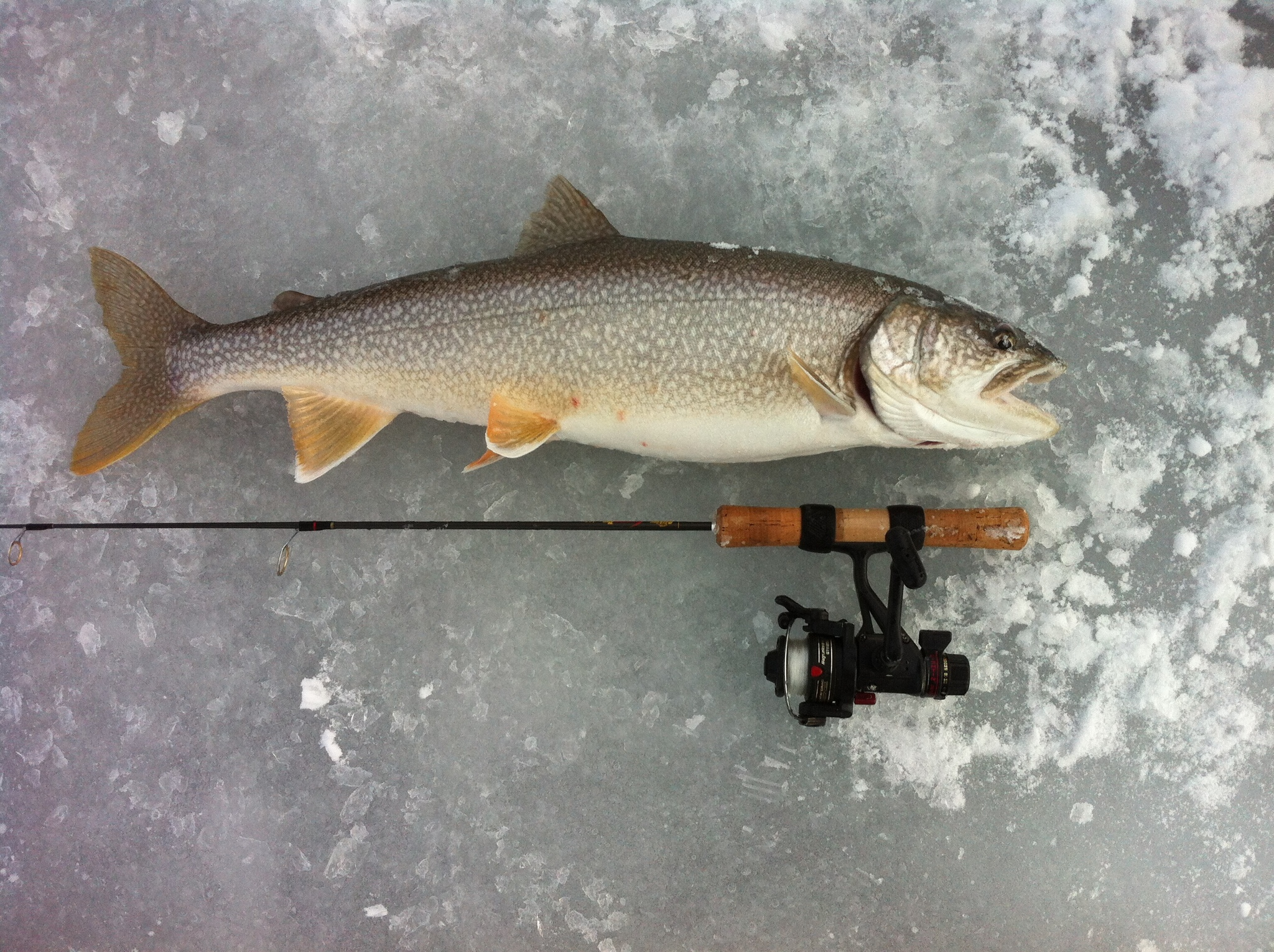
Amerikanischer Seesaibling (Salvelinus namaycush)